# Acupuntura médica
Acupuntura médica é a prática da acupuntura por profissionais  médicos. Segundo AAMA - American Academy of Medical Acupuncture, a acupuntura médica é um termo usado para descrever a acupuntura realizada por um profissional treinado e licenciado em medicina ocidental, que também teve uma formação em acupuntura exercendo esta como uma especialidade (assim como se tem o especialista apontado pelos conselhos federais CFP e CFE ).
Um médico pode usar a medicina ocidental, a acupuntura tradicional chinesa ou uma combinação de ambas , em caso de necessidade, para tratar uma patologia. No entanto, a adjetivação da acupuntura com qualquer outro termo, incluindo o termo "médico", é perigosa, pois descaracteriza este saber milenar e cria limitações que não estão associadas ao saber original. Poucos países limitaram a acupuntura dentro do campo médico e os que fizeram limitaram a acupuntura à utilização apenas de casos de analgesia. Isto fez com que a acupuntura perdesse sua importância fundamental de ser uma terapêutica sistêmica e se limitasse a ser um apêndice da medicina ocidental. Por este motivo, a acupuntura tem sido regulamentada pela maioria dos países como multiprofissional, sendo uma profissão independente com formação própria em vários países, incluindo os EUA. Razão igual motivou a Organização Mundial de Saúde a recomendar uma formação multiprofissional para a acupuntura, o que foi acompanhado no Brasil pelo Conselho Nacional da Saúde, ligado ao Ministério da Saúde.
Na perspectiva da AMBA - Associação Médica Brasileira de Acupuntura seus integrantes tem por princípio defender e manter sempre a prática da Medicina Chinesa-Acupuntura em perfeito equilíbrio com a Medicina Ocidental e reafirmar em suas atividades e gestões os compromissos assumidos perante a sociedade.

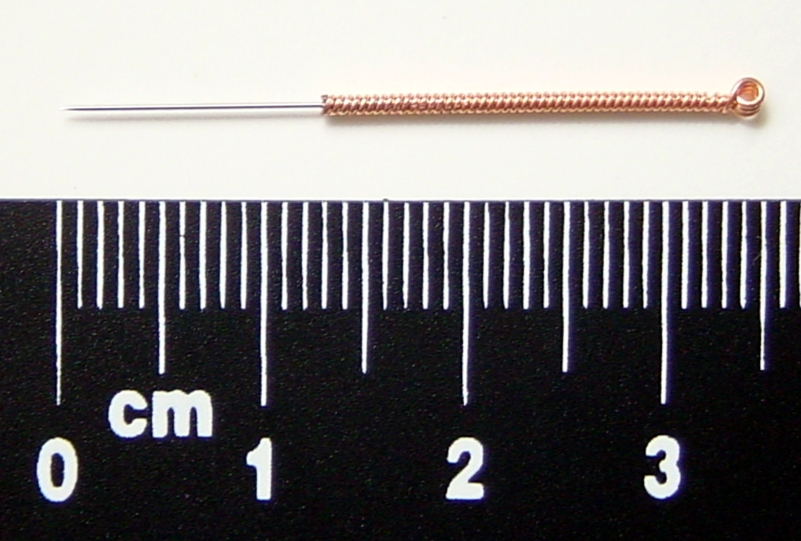
Moderna agulha.

## Relevância
Desde que foi introduzida na Europa e na América, a acupuntura permaneceu à margem da corrente principal da medicina científica, sendo sua prática acusada pela classe médica de curandeirismo. Tratando-se de medicina tradicional, ou seja, tendo fontes históricas e etnicamente definidas, e lidando com a energia vital, portanto fora do alcance da ciência médica, considerando-se ainda que seus diagnósticos e prescrições diferiam radicalmente dos da medicina ocidental, foi regulamentada a profissão de acupunturista em alguns países, como por exemplo os Estados Unidos, completamente à parte da profissão de médico.
Entretanto, observando na prática a eficácia da acupuntura, foram realizados estudos acerca de seu funcionamento e, após os primeiros resultados, os médicos passaram a se utilizar de parte dos recursos da acupuntura descartando um pouco da base tradicional; e (os pioneiros) cunharam o termo acupuntura médica, que passou a se definir como a prática de acupuntura por médicos considerando-a como um método terapêutico cujo território é também o sistema nervoso e a resposta imunitária, que visa a produzir mudanças funcionais de repercussão local e/ou sistêmica, com os objetivos de restaurar a normalidade fisiológica e produzir analgesia nas condições dolorosas.    
Ao contrário da acupuntura somente tradicional, que avalia e opera sobre o fluxo de diferentes tipos de energia vital (Qi), a acupuntura médica se orienta também pela fisiopatologia detectável por semiologia clínica e exames laboratoriais ou de bio-imagem. Em comum, observam a anatomia, não havendo uma carta de pontos de acupuntura específica para acupunturistas médicos; constando em alguns clássicos da Medicina Tradicional Chinesa "pontos proibidos" por serem perigosos por questões anatômicas, e muitos cursos de formação dos acupunturistas não-médicos possui, por recomendação da OMS  uma carga horária maior, bem como aulas específicas de suplementação em função dessa demanda (também científica). Também são observadas evidências clínicas por ambos profissionais, mas o objeto da observação de um e de outro pode diferir radicalmente.
No Brasil, a profissão de acupunturista não é regulamentada, sendo, portanto, de livre exercício. Desta forma, devemos distinguir os acupunturistas cientistas/médicos (que são necessariamente registrados no Conselho Federal de Medicina / ou outro conselho profissional/científico, de profissões de saúde cuja prática da acupuntura é reconhecida) dos acupunturistas não-médicos/cientistas, formados apenas numa relação mestre - discípulo tradicional (como no caso dos Médicos de pés descalços). Não existindo ainda um conselho regulamentador para todas as profissões e práticas da acupuntura.

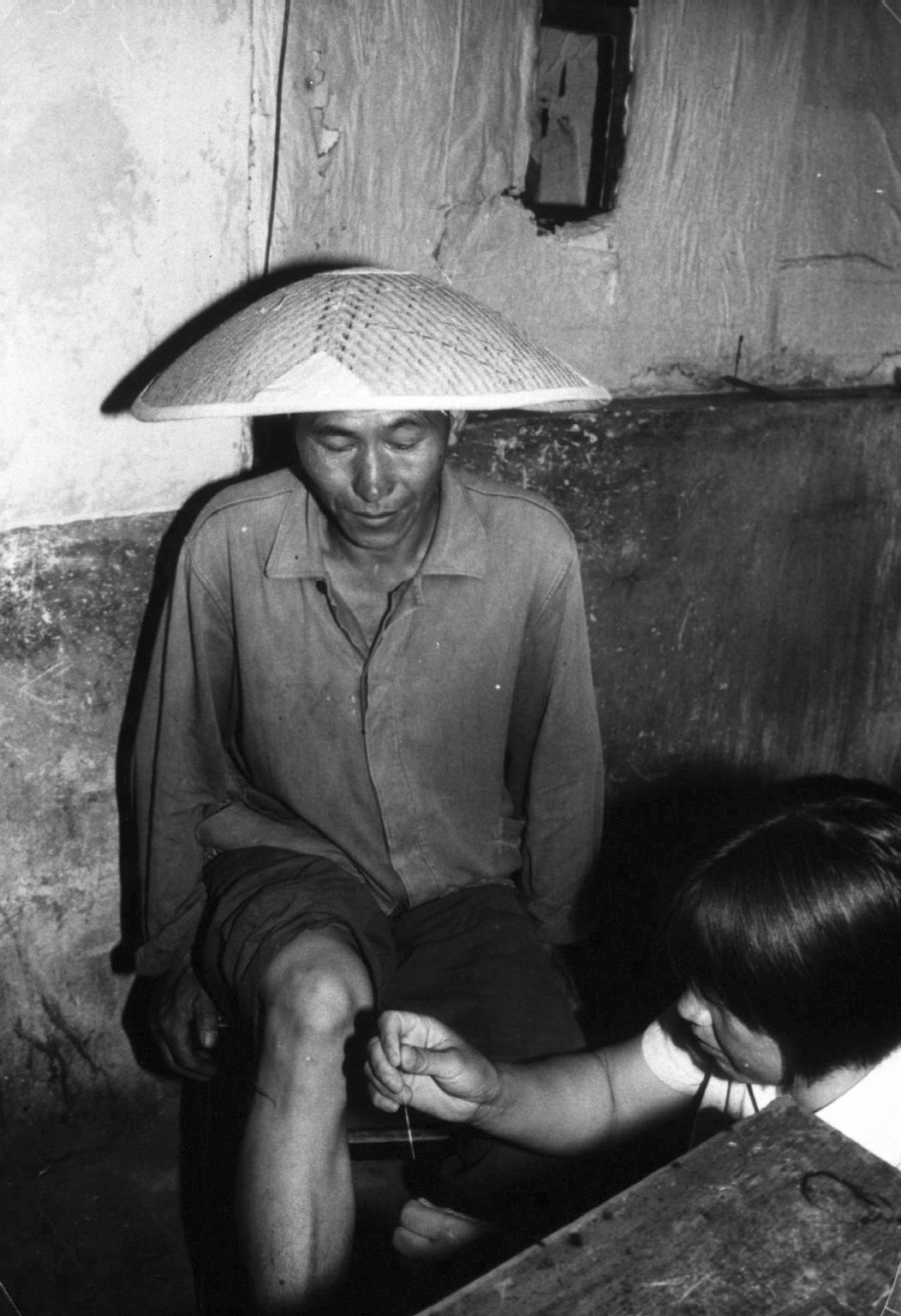
Um Médicos de pés descalços aplicando acupuntura na visita domiciliar

Apesar de ainda tramitar no legislativo brasileiro Projeto de Lei que regulamenta a profissão de acupunturista, há também um reduzido grupo de Cursos Técnicos de Acupuntura reconhecidos pelo Ministério da Educação e Cultura que formam profissionais mais voltados aos moldes tradicionais (o que poderia se dar de modo pouco científico). Já o curriculum dos cursos de especialização em acupuntura, reservados a profissionais graduados na área de saúde, que não ensinam a acupuntura médica propriamente dita (com medicamentos alopáticos), ensinam - com carga horária que pode ser até mais reduzida - a mesma acupuntura científica, só que respeitando/dialogando mais com a base da Medicina Tradicional Chinesa; isto sendo mais semelhante/confundido com a maneira aplicada nos cursos técnicos.
Os médicos praticantes de acupuntura estão autorizados pelo Conselho Federal de Medicina e podem auto designar-se como praticantes de acupuntura médica desde que deixem claro que no que exercem há uma diferença , onde não se limitam às práticas unicamente baseadas no conhecimento tradicional (utilizando medicamentos associados ou técnicas de acompanhamento diagnóstico, por exemplo) caracterizando-se como acupuntura médica contemporânea, baseada em evidências (além de parte da base tradicional) e tendo como referencial a neurociência (como em aulas de neurologia de faculdade de Medicina). Isso (com políticas, por vezes, unidas à Psicologia) assim como psicólogos praticantes de acupuntura estão autorizados, pelo que divulgou o Conselho Regional de Psicologia de São Paulo (ou Conselho Federal de Psicologia, após modificações da orientação ; e até segundo outros conselhos de classe, científicos), podendo tais cientistas designar-se como psicólogos também acupunturistas, que respeitam práticas do conhecimento tradicional voltadas à academia, ou seja, há um diálogo com a ciência, caracterizando-se assim tal prática como acupuntura científica contemporânea (seguindo normas definidas pelo Órgão Federal brasileiro CIPLAN – Comissão Interministerial de Planejamento).

## Mecanismos de ação da Acupuntura

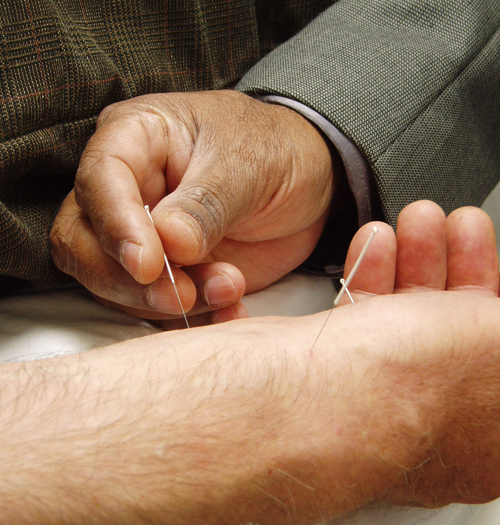
Aplicação de agulhas de acupuntura.

Dentro do conhecimento atual de fisiologia,  a Acupuntura  é um método de estimulação neurológica em receptores específicos, com efeitos de modulação da atividade neurológica em três níveis – local, espinhal ou segmentar, e supra-espinhal ou suprasegmentar.
Já em 1921, Goulden concluiu sobre a participação do Sistema nervoso autônomo na Acupuntura, através dos nervos simpáticos, observando também que os pontos de Acupuntura possuem impedância menor entre si que os pontos próximos ou circunjacentes
Chiang e Cols, em 1973, demonstraram que o efeito da Acupuntura é conduzido através dos nervos, ao constatarem que o estímulo acupuntural não surtia efeito quando aplicado em área bloqueada por anestésico local..
Chan, 1984, concluiu que muitos dos pontos de Acupuntura correspondem a locais de penetração das fibras nervosas na fáscia muscular, 309 pontos estão localizados sobre terminações nervosas e 286 pontos localizados sobre os principais vasos sanguíneos, rodeados pelos Nervi vasorum, a inervação própria dos vasos sanguíneos. Alguns pontos de Acupuntura correspondem aos  pontos gatilhos (Trigger points, em inglês), que são pontos localizados na musculatura, sensíveis ao toque e que condicionam o surgimento de sintomas à distância, como dores de cabeça, por exemplo.
Em 1985, foi descoberto que a aplicação de agulhas de Acupuntura estimulava fibras nervosas específicas e que as sensações produzidas pelo estímulo por acupuntura correspondem àquelas experimentadas pelo estímulo das fibras nervosas do tipo A delta (A δ), como choque, sensação de peso ou parestesia.
A Acupuntura aplicada em áreas de pele acometidas por Neuralgia pós-herpética não se mostrou eficaz (Embora o efeito analgésico possa ser obtido puncionando-se outras áreas) . E foi demonstrado que, na Neuralgia pós-herpética, a sensação  típica da estimulação de fibras A δ está ausente.

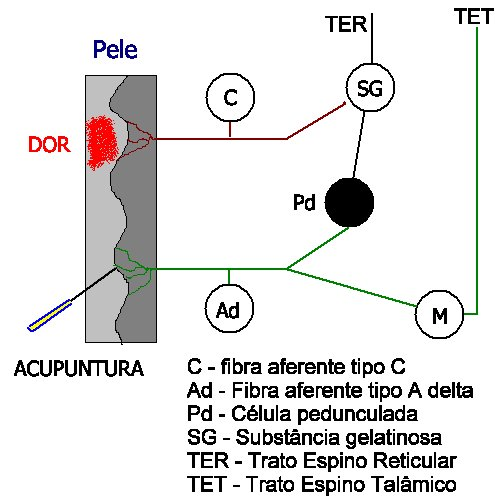
Esquema mostrando as conexões neurais da Ação Segmentar da Acupuntura.

### Ação segmentar da Acupuntura
Ação segmentar da Acupuntura é o conjunto de mecanismos fisiológicos que ocorrem do local do estímulo com agulha até a medula espinhal. Compreende-se esse segmento como um dermátomo ou zonas de organização reflexa do sistema nervoso periférico.
O estímulo de fibras nervosas "A δ" por agulhas de Acupuntura ativa o interneurônio inibitório, ou célula pedunculada, na lâmina II do corno posterior da medula espinhal. A célula pedunculada, com a liberação de metencefalina, bloqueia, na área conhecida como Substância Gelatinosa,  a transmissão do sinal da dor conduzido pelas fibras tipo "C" para os tratos ascendentes da medula.
Por outra via ascendente, o trato espinotalâmico, o estímulo da fibra "A δ" é conduzido ao Córtex cerebral, onde são interpretadas, ou "percebidas" as sensações  de peso, distensão, calor ou parestesia que ocorrem durante o estímulo por acupuntura.

### Ação supra-segmentar da Acupuntura
O estímulo das fibras A δ prossegue através do trato espinotalâmico até o córtex cerebral, onde é percebido conscientemente e à medida que segue neste trajeto, há colaterais para os diversos níveis da medula espinhal, com liberação de Beta-endorfina, um dos tipos de Morfina do próprio organismo, e afetando vias neurológicas descendentes que terminam por reforçar a estimulação da célula pedunculada, com efeito analgésico sobre o estímulo das fibras tipo C, e que usam o neurotransmissor  Serotonina, o chamado "Hormônio do bem-estar",  o que explica bem os efeitos da Acupuntura não só no tratamento da dor, como também da depressão e dos estados de ansiedade.

#### Ação Central da Acupuntura
O estímulo da agulha de Acupuntura atinge  áreas do encéfalo  mais elevadas, como o Hipotálamo e a Hipófise, promovendo o equilíbrio do funcionamento destes centros.
Como a Hipófise é uma Glândula, ocasionalmente chamada de Glândula Mãe,  que coordena a função de diversas outras glândulas do  corpo, o efeito da Acupuntura sobre este órgão afeta o funcionamento das Glândulas supra renais, da Tireóide, dos ovários, dos testículos, e assim tem ação terapêutica sobre a Hipertensão arterial, Dismenorréia, Tensão pré-menstrual, disfunções da Libido, e outras patologias. [carece de fontes?]

### Neurotransmissores na Acupuntura
Até o presente momento, sabe-se que a Acupuntura afeta a expressão e ou liberação de serotonina, e dos peptídeos opióides beta-endorfina, meta-encefalina, e dinorfina induzidos pelos mecanismos bioquímicos da ação inflamatória local (bradicinina, histamina, prostaglandina entre outros ) ou efeito "farpa" consequentes à micro-lesão tecidual das agulhas.
A colecistocinina, peptídeo envolvido no processo digestivo, é antagonista da acupuntura. Considerando que a colecistocinina é estimulante da secreção ácida do estômago, temos daí a compreensão do efeito benéfico da acupuntura sobre as gastrites, úlceras e na Doença de refluxo gastroesofágico. A Naloxona, inibidor da ação de opióides, muito utilizada em Medicina antagoniza os efeitos da Acupuntura. Em dado momento, postulou-se que a ação da Acupuntura seria fruto apenas da liberação de endorfinas, entretanto, a rápida instalação da analgesia e sua duração maior que o tempo de aumento da quantidade de opióides pela Acupuntura liberados demonstra que outros mecanismos estão envolvidos. Outra evidência de alteração induzida pelas agulhas de acupuntura são as modificações na composição de elementos figurados da sangue e reação imunitária.

## Avaliação dos efeitos da acupuntura
Além de experimentos de fisiologia com animais e ensaios realizados com acupuntura veterinária, tem-se proposto estudos de caso-controle e estudos de revisão sistemática (metanálise) de ensaios clínicos realizados e publicados em revistas científicas. Denominam-se acupuntura SHAM os estudos de caso-controle para verificação do efeito/ eficácia dos pontos de acupuntura, onde se compara o efeito da aplicação em um ponto específico com estimulação em um não-ponto de acupuntura.
Entre a avaliação dos efeitos positivos ou benéficos há também a preocupação de avaliação de efeitos colaterais, entre os quais se destacam as infecções e/ou os requisitos necessários ao seu controle. Segundo estudo da Universidade de Hong Kong, as agulhas utilizadas na acupuntura - mesmo as de uso estritamente individual - podem aumentar a possibilidade de transmissão de microorganismos patológicos do ambiente para o paciente ou de um paciente para outro, caso sejam reutilizadas.

## Interação com medicamentos
A possibilidade de substituição da utilização de medicamentos por acupuntura  para: redução dos quadros dolorosos de qualquer natureza; controle da hipertensão arterial; asma e outras patologias que já possuem uma recomendação de tratamento pela acupuntura, propicia evitar os efeitos colaterais relacionados aos tratamentos farmacológicos, a exemplo, de gastrites, lesões hepáticas e renais a longo prazo, no uso de anti-inflamatórios, ou tipo sonolência e disfunção erétil no caso de algumas drogas utilizadas para controle da hipertensão arterial. Porém, a redução de prescrições farmacêuticas de um paciente cabe exclusivamente a profissionais médicos.
A analgesia por eletroacupuntura pode, mesmo em procedimentos cirúrgicos, substituir integralmente a utilização de drogas. Mesmo nos casos em que seja imprescindível a aplicação de anestésicos, o uso concomitante da eletroacupuntura reduz a dose prescrita e, consequentemente, os efeitos colaterais. Tal recurso tem se mostrado de grande valia no caso de pacientes alérgicos e/ou gravemente debilitados, que poderiam sofrer dificuldades ao enfrentar efeitos colaterais.
Na formação clássica em medicina tradicional chinesa inclui-se a prática de fitoterapia inclusive nos profissionais de nível médio denominados médicos de pés descalços, contudo nem todo acupunturista recebe ou considera relevante atuar integrando a fitoterapia à acupuntura. Há, porém, um consenso na redução progressiva da utilização de medicação na medida em que avança o tratamento da acupuntura.

## Visão tradicional chinesa

Ciclo de geração dos cinco elementos: Fogo gera Terra, Terra gera Metal, Metal gera Água, Água gera Madeira, Madeira gera Fogo

A visão tradicional da medicina chinesa está profundamente ligada a teorias baseadas no Taoísmo, sobre a dualidade Yin/Yang, sobre meridianos e outros conceitos estranhos à ciência médica ocidental. Contudo, contribuições da Antropologia, mais especificamente da Antropologia Médica, vem facilitando o entendimento destes conceitos à luz da interpretação lógica das explicações mítico-religiosas compreendidas como sistemas etnomédicos capazes de dar respostas às demandas por cuidados de saúde de uma determinada população.
O Yin e o Yang são aspectos opostos de todo movimento no universo. É um conceito hoje considerado quântico que os médicos chineses antigos conseguiram adaptar para a medicina.No corpo do homem existe um equilíbrio  que pode ser alterado por diversos tipos de influências, como alimentar, comportamental e muitas outras.
Existem muitas formas de diagnóstico na medicina tradicional chinesa. Algumas delas são a pulsação, a observação e aspectos da língua, a cor e aspectos da pele. Um médico chinês costuma dizer que não se deve olhar apenas o paciente, mas escutá-lo, tocá-lo, cheirá-lo, examinar sua urina e conhecer as suas fezes.
Uma consulta baseada no modelo tradicional chinês pode levar de vários minutos a algumas horas. O terapeuta questiona vários aspectos da vida incluindo a infância, expressão das emoções, a alimentação, hábitos e costumes.
A natureza das explicações tradicionais da medicina chinesa não tornam essa prática essencialmente distinta de outros sistemas etno - médicos, exceto porém por sua notável semelhança com a medicina hipocrática - a quem se atribui a origem da moderna medicina cosmopolita. O estudo de sua história revela seu rompimento com algumas tradições "mágicas" e incorporação do conhecimento empírico proveniente de cuidadosas observações, consolidado no que vem sendo chamado do paradigma do Yin - Yang e dos 5 movimentos descrito nos livros clássicos para os orientais ou documentos etnológicos brutos para a antropologia estrutural. Entre os livros clássicos, o mais conhecido é o "Livro do Imperador Amarelo", cujo exemplar mais antigo foi encontrado em um túmulo da dinastia Han (Fu Weikang) .

## Leituras sugeridas
- Acupuntura Médica : Um enfoque científico do ponto de vista ocidental / Editado por Jacqueline Filshie, Adrian White; São Paulo : Roca. 2002
- Carneiro, Norton Moritz - Fundamentos da Acupuntura Médica. Florianópolis : Editora Sistema, 2001.
- Cirilo, Antonio Carlos Martins - Acupuntura: Ciência, legalidade e prática médica - Goiânia; Kelps, 2006. ISBN 85-7766-012-5    CDU: 615.814.1(035)
- Lacerda, P. Manual de laser acupuntura em medicina e odontologia. SP, Ícone, 1995.

### Revisões sistemáticas
- Mapa de Evidências da Acupuntura
- Moxibustion for cancer care: a systematic review and meta-analysis Aug. 2011
- Acupuncture for insomnia (Review) Set. 2014